# Temporada 1969-70 de los New York Knicks
La temporada 1969-70 fue la vigésimo cuarta de los New York Knicks en la NBA. La temporada regular acabó con 60 victorias y 22 derrotas, ocupando el primer puesto de la división, clasificándose para los playoffs, imponiéndose en las Finales de la NBA a Los Angeles Lakers en el séptimo y definitivo encuentro, logrando su primer anillo de campeón.

## Elecciones en elDraft
| Ronda | Puesto | Jugador      | Posición  | Nacionalidad   | Universidad    |
| ----- | ------ | ------------ | --------- | -------------- | -------------- |
| 1     | 11     | John Warren  | Pívot     | Estados Unidos | St. John's     |
| 2     | 26     | Bill Bunting | Alero     | Estados Unidos | North Carolina |
| 3     | 40     | Eddie Mast   | Ala-Pívot | Estados Unidos | Temple         |
| 5     | 68     | Gene Littles | Base      | Estados Unidos | High Point     |

## Temporada regular
| x-New York Knicks    | 60 | 22 | .732 | –  |
| x-Milwaukee Bucks    | 56 | 26 | .683 | 4  |
| x-Baltimore Bullets  | 50 | 32 | .610 | 10 |
| x-Philadelphia 76ers | 42 | 40 | .512 | 18 |
| Cincinnati Royals    | 36 | 46 | .439 | 24 |
| Boston Celtics       | 34 | 48 | .415 | 26 |
| Detroit Pistons      | 31 | 51 | .378 | 29 |

## Playoffs

### Semifinales de División
Baltimore Bullets vs. New York Knicks 
| Fecha       | Partido                                    | Ciudad     |
| ----------- | ------------------------------------------ | ---------- |
| 26 de marzo | New York Knicks 120, Baltimore Bullets 117 | Nueva York |
| 27 de marzo | Baltimore Bullets 99, New York Knicks 106  | Baltimore  |
| 29 de marzo | New York Knicks 113, Baltimore Bullets 127 | Nueva York |
| 31 de marzo | Baltimore Bullets 102, New York Knicks 92  | Baltimore  |
| 2 de abril  | New York Knicks 101, Baltimore Bullets 80  | Nueva York |
| 5 de abril  | Baltimore Bullets 96, New York Knicks 87   | Baltimore  |
| 6 de abril  | New York Knicks 127, Baltimore Bullets 114 | Nueva York |
|             | New York Knicks gana las series 4-3        |            |

### Finales de División
New York Knicks vs. Milwaukee Bucks 
| Fecha       | Partido                                  | Ciudad     |
| ----------- | ---------------------------------------- | ---------- |
| 11 de abril | New York Knicks 110, Milwaukee Bucks 102 | Nueva York |
| 13 de abril | New York Knicks 112, Milwaukee Bucks 111 | Nueva York |
| 17 de abril | Milwaukee Bucks 101, New York Knicks 96  | Milwaukee  |
| 19 de abril | Milwaukee Bucks 105, New York Knicks 117 | Milwaukee  |
| 20 de abril | New York Knicks 132, Milwaukee Bucks 96  | Nueva York |
|             | New York Knicks gana las series 4-1      |            |

### Finales de la NBA
New York Knicks vs. Los Angeles Lakers
| Fecha       | Partido                                     | Ciudad      |
| ----------- | ------------------------------------------- | ----------- |
| 24 de abril | New York Knicks 124, Los Angeles Lakers 112 | Nueva York  |
| 27 de abril | New York Knicks 103, Los Angeles Lakers 105 | Nueva York  |
| 29 de abril | Los Angeles Lakers 108, New York Knicks 111 | Los Ángeles |
| 1 de mayo   | Los Angeles Lakers 121, New York Knicks 115 | Los Ángeles |
| 4 de mayo   | New York Knicks 107, Los Angeles Lakers 100 | Nueva York  |
| 6 de mayo   | Los Angeles Lakers 135, New York Knicks 113 | Los Ángeles |
| 8 de mayo   | New York Knicks 113, Los Angeles Lakers 99  | Nueva York  |
|             | New York Knicks gana las finales 4-3        |             |

## Estadísticas
| Rk | Jugador          | Edad | P  | PT | MP   | TC  | TCI  | %TC  | TL  | TLI | %TL  | RB   | AS  | FP  | PTS  |
| -- | ---------------- | ---- | -- | -- | ---- | --- | ---- | ---- | --- | --- | ---- | ---- | --- | --- | ---- |
| 1  | Walt Frazier     | 24   | 77 |    | 39.5 | 7.8 | 15.0 | .518 | 5.3 | 7.1 | .748 | 6.0  | 8.2 | 2.6 | 20.9 |
| 2  | Willis Reed      | 27   | 81 |    | 38.1 | 8.7 | 17.1 | .507 | 4.3 | 5.7 | .756 | 13.9 | 2.0 | 3.5 | 21.7 |
| 3  | Dick Barnett     | 33   | 82 |    | 33.8 | 6.0 | 12.7 | .475 | 2.8 | 4.0 | .714 | 2.7  | 3.6 | 2.7 | 14.9 |
| 4  | Dave DeBusschere | 29   | 79 |    | 33.3 | 6.2 | 13.7 | .451 | 2.2 | 3.2 | .688 | 10.0 | 2.5 | 3.1 | 14.6 |
| 5  | Bill Bradley     | 26   | 67 |    | 31.3 | 6.2 | 13.4 | .460 | 2.2 | 2.6 | .824 | 3.6  | 4.0 | 3.3 | 14.5 |
| 6  | Mike Riordan     | 24   | 81 |    | 20.7 | 3.1 | 6.8  | .464 | 1.4 | 2.0 | .691 | 2.4  | 2.5 | 2.4 | 7.7  |
| 7  | Cazzie Russell   | 25   | 78 |    | 20.0 | 4.9 | 9.9  | .498 | 1.6 | 2.1 | .775 | 3.0  | 1.7 | 1.8 | 11.5 |
| 8  | Dave Stallworth  | 28   | 82 |    | 16.8 | 2.9 | 6.8  | .429 | 2.0 | 2.7 | .716 | 3.9  | 1.7 | 2.4 | 7.8  |
| 9  | Nate Bowman      | 26   | 81 |    | 9.2  | 1.2 | 2.9  | .417 | 0.5 | 1.0 | .519 | 3.2  | 0.6 | 2.3 | 2.9  |
| 10 | Bill Hosket      | 23   | 36 |    | 6.5  | 1.3 | 2.5  | .505 | 0.7 | 0.9 | .788 | 1.8  | 0.5 | 1.0 | 3.3  |
| 11 | Don May          | 24   | 37 |    | 6.4  | 1.1 | 2.7  | .386 | 0.5 | 0.5 | .947 | 1.4  | 0.5 | 1.1 | 2.6  |
| 12 | John Warren      | 22   | 44 |    | 6.2  | 1.0 | 2.5  | .407 | 0.5 | 0.8 | .686 | 0.9  | 0.7 | 1.2 | 2.5  |

## Galardones y récords
| Jugador          | Galardón |
| Willis Reed      | MVP de la Temporada de la NBA MVP de las Finales de la NBA Mejor quinteto de la NBA Mejor quinteto defensivo de la NBA All-Star |
| Walt Frazier     | Mejor quinteto de la NBA Mejor quinteto defensivo de la NBA All-Star                                                            |
| Dave DeBusschere | Mejor quinteto defensivo de la NBA All-Star                                                                                     |
| Red Holzman      | Entrenador del Año de la NBA |